# سرخو مخطط زرد
نام علمی گونه:
(Lutjanus lemniscatus (Valenciennes,۱۸۳۰
نام علمی مترادف: ندارد
نام انگلیسی:Yellow streaked snapper 
نام فارسی: سرخو مخطط زرد 
اندازه : حداکثر اندازه بدن به ۶۵ سانتیمتر می‌رسد. 
مشخصات : باله پشتی دارای ۱۰ شعاع سخت و ۱۳ شعاع نرم می‌باشد، ردیف فلسهای بالای خط جانبی مایل و در پایین آن افقی است. رنگ بدن صورتی یا بنفش متمایل به ارغوانی بوده و باله‌های سینه‌ای و شکمی و مخرجی صورتی یا قرمز رنگ می‌باشند. 
زیست‌شناسی : در آبهای کم عمق ساحلی تا عمق ۸۰ متری زیست می‌کند و از ماهیها و بی مهرگان کفزی تغذیه می‌نماید. 

## نامهای مورد استفاده در جنوب ایران
وسایل صید: ترال کف، گرگور و قلاب دستی.